# Качкаринский
Качкаринский — посёлок в Камызякском районе Астраханской области России. Входит в состав Самосдельского сельсовета.

## География
Посёлок находится в южной части Астраханской области, на правом берегу протоки Новостанка дельты реки Волги, на расстоянии примерно 12 километров (по прямой) к юго-западу от города Камызяк, административного центра района. Абсолютная высота — 25 метров ниже уровня моря.
Климат умеренный, резко континентальный. Характеризуется высокими температурами летом и низкими — зимой, малым количеством осадков, а также большими годовыми и летними суточными амплитудами температуры воздуха.

## Население
| 2002 | 2010 | 2011 |
| ---- | ---- | ---- |
| 141  | ↗177 | ↗190 |

По данным Всероссийской переписи, в 2010 году численность населения посёлка составляла 177 человек (94 мужчины и 83 женщины). Согласно результатам переписи 2002 года, в национальной структуре населения русские составляли 53 %, казахи — 28 %.
| Национальность | Численность (2010) | Процент |
| -------------- | ------------------ | ------- |
| Узбеки         | 69                 | 38,1%   |
| Русские        | 33                 | 18,2%   |
| Казахи         | 32                 | 17,7%   |
| Даргинцы       | 22                 | 12,2%   |
| Чеченцы        | 18                 | 9,9%    |
| Украинцы       | 3                  | 1,7%    |
| Не указана     | 4                  | 2,2%    |
| Всего          | 181                | 100%    |

## Инфраструктура
В посёлке функционируют филиал МБОУ «Самосдельская СОШ им. Шитова В. А.» и фельдшерско-акушерский пункт (филиал ГБУЗ «Камызякская центральная районная больница»).

## Улицы
Уличная сеть посёлка состоит из одной улицы (ул. Садовая).